# スタッド・ジルベール・ブルテュー
スタッド・ジルベール・ブルテュー（Stade Gilbert Brutus）は、フランス南部のピレネー＝オリアンタル県ペルピニャンにあるラグビーリーグスタジアムである。カタラン・ドラゴンズのホームスタジアムとなっている。収容人数は13,000。

## 概要
過去には、合併する前のカタラン・ラグビーリーグやASサンテステーヴェがホームスタジアムとして使用していた。

## スタンド
- La tribune Bonzoms: 2,955席.
- La tribune Guasch-Laborde: 1,355席.
- La Gradins Ouest: 1,500席.